# Чингульский курган
Чингульский курган — половецкое (кыпчакское) погребение на Украине. Находится в селе Заможное Токмакского района Запорожской области, около реки Чингул (приток  Молочной).
Отличается богатством археологических находок, необычностью обряда, совершённого при погребении знатного кочевника, предположительно одного из последних половецких ханов. Предметы материальной культуры, найденные в Чингульском кургане, относятся к раннему феодализму и датируются второй четвертью — серединой XIII века. Раскопки были проведены летом 1981 года.